# A Flash of Light
A Flash of Light é um filme mudo norte-americano de 1910, do gênero dramático em curta-metragem. Com direção do cineasta D. W. Griffith, foi estrelado por Charles West e com Mary Pickford e Blanche Sweet.

## Elenco
- Charles West
- Vivian Prescott
- Stephanie Longfellow
- Verner Clarges
- Joseph Graybill
- Dorothy Bernard
- William J. Butler
- Charles Craig
- Edward Dillon
- John T. Dillon
- Ruth Hart
- Guy Hedlund
- Grace Henderson
- Henry Lehrman
- Jeanie Macpherson
- Claire McDowell
- George Nichols
- Anthony O'Sullivan
- Alfred Paget
- Mary Pickford
- Gertrude Robinson
- W. C. Robinson
- Mack Sennett
- George Siegmann
- Blanche Sweet
- Kate Toncray
- Dorothy West